# 名古屋市立西特別支援学校
名古屋市立西特別支援学校（なごやしりつ にしとくべつしえんがっこう）は、愛知県名古屋市中川区小本一丁目にある公立特別支援学校。

## 設置学部
- 小学部
- 中学部
- 高等部
- 訪問教育部

## 歴史
1973年（昭和48年）、西区前ノ川町1-15-1の名交病院を改築し、名古屋市立西養護学校として発足した。

### 沿革
- 1973年（昭和48年）- 開校。
- 1982年（昭和57年）- 幼稚部閉部。
- 1996年（平成8年）- エレベーター設置。
- 2023年（令和5年）- 名古屋市立西特別支援学校に校名変更[WEB 1]。

## 在籍者数の変遷
『愛知県小中学校誌』（2018年）によると、在籍者数の変遷は以下の通りである。
| 1973年（昭和48年） | 86人  |  |
| 1977年（昭和52年） | 252人 |  |
| 1987年（昭和62年） | 215人 |  |
| 1997年（平成9年）  | 190人 |  |
| 2007年（平成19年） | 180人 |  |
| 2017年（平成29年） | 265人 |  |

## 交通アクセス
学校から南へ200メートルの位置に名古屋臨海高速鉄道西名古屋港線（あおなみ線） 小本駅が所在する。加えて、名古屋市営バス栄23号系統が駅前に「小本駅」停留所を置いている。
また、名古屋市営地下鉄東山線 八田駅は西へ800メートルの場所、近鉄名古屋線 烏森駅は北東へ400メートルの場所にそれぞれ所在しており、アクセスが可能である。
通学には学校が西区・中区・中村区・中川区方面にスクールバスを運行している。在校生はスクールバスまたはあおなみ線を利用して通学しているという。

### WEB
1. ↑  名古屋市総務局行政DX推進部法制課長 編『名古屋市公報』（PDF）（レポート） 第197号、名古屋市役所、2023年4月5日、71–73頁。2025年2月21日閲覧。
2. 1 2 3  “アクセス”.   名古屋市立西養護学校. 2018年11月11日時点のオリジナルよりアーカイブ。2018年11月11日閲覧。
3. ↑  “スクールバス路線図”.   名古屋市立西養護学校. 2018年11月12日時点のオリジナルよりアーカイブ。2018年11月11日閲覧。

### 文献
1. ↑  西区制70周年記念誌編纂委員会 1978, p. 254.
2. 1 2  六三制教育七十周年記念 愛知県小中学校誌 合同記念誌編集特別委員会 2018, p. 236.